# Exocentrus orientalis
Exocentrus orientalis là một loài bọ cánh cứng trong họ Cerambycidae.